# Circesium
Koordinaten: 35° 9′ N, 40° 26′ O
Circesium (altgriechisch Κιρκήσιον) war eine römische Befestigungsanlage und Siedlung in Mesopotamien.
Der Ort liegt heute 40 Kilometer südöstlich von Deir ez-Zor in Syrien, am Zusammenfluss von Chabur und Euphrat.
Die Festung befand sich auf einer Insel im Zusammenfluss der beiden Flüsse. Unter Diokletian wurden die Außenwerke der Anlage erweitert. Bis in das 5. Jahrhundert war Circesium Sitz des Präfekten der Legio IIII Parthica.
Im Zuge der Erneuerung der Grenzbefestigungen unter Justinian I. wurden die Festungswerke erneuert und repariert, die teilweise vom Euphrat unterwaschen worden waren.
Circesium war auch ein Bischofssitz, auf den das Titularbistum Circesium zurückgeht.